# ポール・ポワレ
ポール・ポワレ（Paul Poiret、1879年4月20日 - 1944年4月30日）は、フランスのファッション・デザイナー。
コルセットを取り除く等、マドレーヌ・ヴィオネと共にファッション（クチュール）業界近代化のパイオニア。そのスタイルはアール・デコの先駆けとされ、20世紀の彼のファッション界においての貢献は、ファッション界のピカソと例えられた。

## 経歴
ポワレは1879年4月20日にパリ1区レ・アル（パリ中央卸売市場）界隈の貧しい地区の布地商人の家に生まれる。彼の両親は、彼の将来のために、傘の製作を教えた。それがきっかけで、古い布地を使って自分の妹の人形に服を作ってあげた。青年期に、ポワレはデッサンを重要なスタイリストの一人であるマドレーヌ・シェリュイーに持って行った。ポワレは1896年にジャック・ドゥーセに雇われるまで、何件もの最も大きいメゾンに彼のデザインを売り続けた。彼の最初に実現したモデルは赤いオーバーコートで、400着も売った。ポワレはその後シャルル・フレデリック・ウォルトのメゾンに雇われ、ウォルトのメゾンの観客のために度を超した“けばけばしい近代的なデザイン”を検出した。ロシアの公爵夫人レオニヤ・バリアティンスカヤに着物スタイルのコートを披露したが、公爵夫人からは毛嫌いされた。
ポワレはオーベール街5番地通り（Rue Auber, 5）に自身のメゾンを1903年に創立。彼のメゾンのショーウィンドウは、オートクチュール時代の風俗とは違って、ゆったりしていて一目を引くものだった。著しく観客や競争相手が増しながらも、1906年にパスキエ街37番地通り（Rue Pasquier, 37）に広いブティックに移動。ますます注目を得るために、ポワレは他のデザイナー達よりマーケティングに力を入れた。最初のデザイナーだけあって、売上増進のためフランスの雑誌Gazette du Bon Tonから影響を得た挿絵入りの自身のエッセイを出版したり、ヨーロッパでのファッションショー促進を組織した。1909年、イギリスの首相ハーバート・ヘンリー・アスキス夫妻からダウニング街10番地（10 Downing Street）でのポワレのデザイン展示会に招待され、彼はそれまでのキャリアの評価を得た。彼の展示会で最も低価格な服でも30ギニーで、ウェートレスの一年の給料の倍ほどだった。
1913年にポワレはアクセサリーの実現化のためアメリカ合衆国へ自分のブランドを売った。
ポワレのメゾンの製造はとても早く室内装飾や、家具や香水などにまで拡大した。1911年、ポワレは彼の娘の名前でもある「Rosine（ロジーヌ）」と言う香水を発表。20世紀で活躍したデザイナー達が次々に後を追い今までの風習を変えている中、ポワレはデザイナーが香水を開発すると言う第一人者になった。この宣伝活動が1911年6月24日に起き、シェヘラザードのオダリスク、東洋の音楽や香水に影響された豪奢な仮面祭がパリの自宅で行われた。仮面祭の終盤頃、出席していた夫人達にポワレのサイン入りの香水 「Nuit Persane」 の小びんをプレゼントした。同様に東洋モチーフの二つ目の香水 「Le Minaret」 を1912年に発表した。
「Atelier Martine」は次女マルティーヌの名を付けた、家具や壁紙などを実現したアトリエだった。
ポワレはフランス人画家のラウル・デュフィとの共同制作の機会を得るために起用した。
第一次世界大戦中、ポワレは軍隊や軍服の実現のためにファッションハウスを手放さなくてはならなくなった。
1919年にポワレが退職した際に自身の活動に戻れたがメゾン・ポワレは既に衰退寸前だった。
更に、退職中ココ・シャネルなどの新しいデザイナー達がシンプルで簡素なラインの創作で上等な観客を既に手に入れていた。
間もなく、ポワレの熟慮した念入りで豪奢な創作は時代遅れとなり、豪勢で浮華な美的センスや誤算や財政困難で、ポワレはこの活動から手を引かなくてはならざるなかった。
その後は、不定期に劇場や映画の衣装を手掛けていた。1924年のマルセル・レルビエの映画「人でなしの女（L'Inhumaine）」のシーンで彼の服が使われている。
1929年、自身のメゾンは完全にたたまれ、彼の貴重な服達は使い回しのように遠くに売られてしまった。
1944年、パリにて死去。